# 莫斯科雅羅斯拉夫爾車站
雅羅斯拉夫爾站（羅馬化：Yaroslavsky vokzal）是俄羅斯首都莫斯科的一個鐵路總站，是西伯利亞鐵路的西終點站，位於共青團廣場。

## 历史

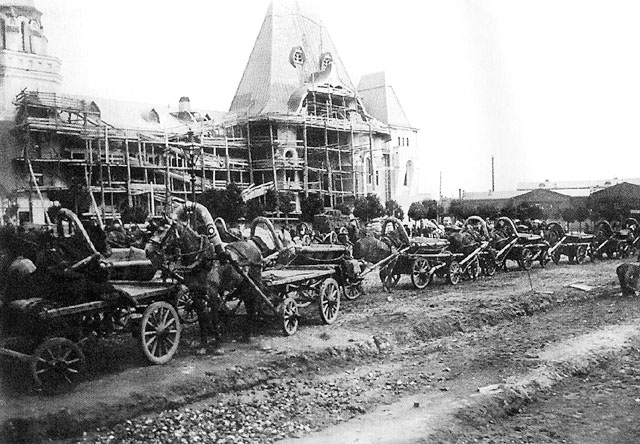
1903-1904年间扩建的雅罗斯拉夫利站

該車站於1862年啟用，以最初的目的地、284公里外的雅羅斯拉夫爾命名。1902至1904年重建成目前的外貌，站厅和站台于1910年扩建。在经历1965-66年和1995年的两次扩建后，该站日均接发列车数达到约300对。

## 始发列车及目的地

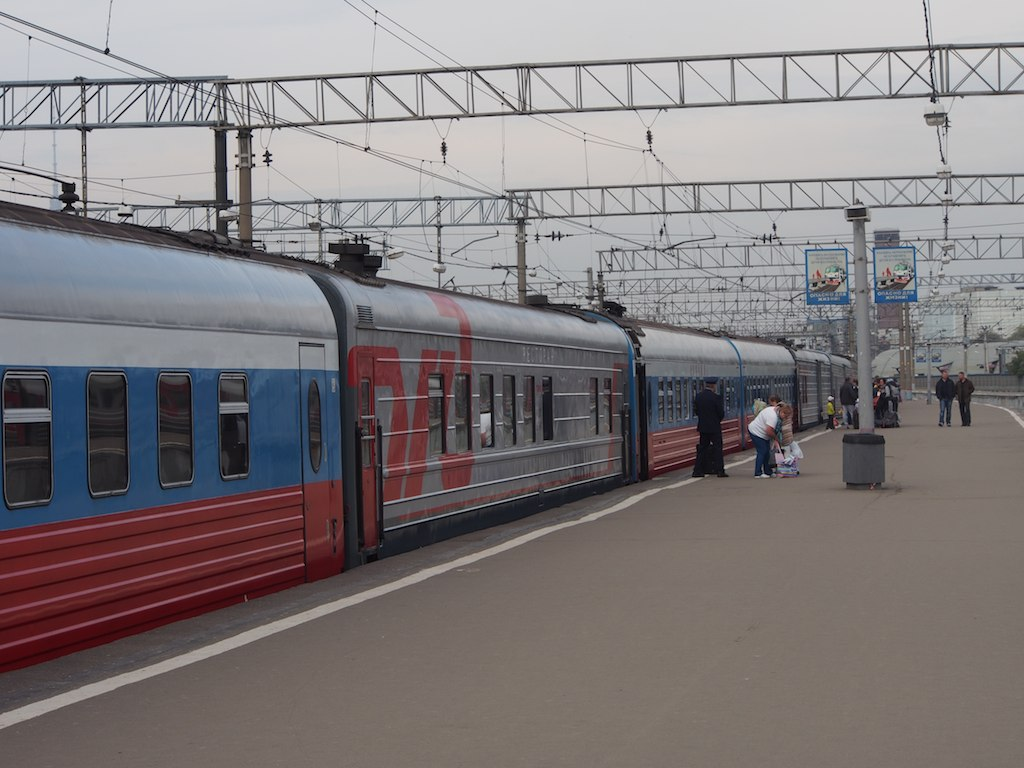
俄罗斯号列车停靠在雅罗斯拉夫尔站

### 莫斯科始发的长途旅客列车
| 车次      | 列车名称                     | 终到站       | 承运                |
| --------- | ---------------------------- | ------------ | ------------------- |
| 001Э/002Э | 俄罗斯号 (Россия)            | 海参崴 平壤  | 俄罗斯铁路 朝鲜铁路 |
| 003З/004З | 无                           | 北京         | 中国铁路            |
| 005Щ/006Щ | 无                           | 乌兰巴托     | 蒙古国铁路          |
| 011/012   | 亚马尔号 (Ямал)              | 新乌连戈伊   | 俄罗斯铁路          |
| 017/018   | 卡玛号 (Кама)                | 彼尔姆       | 俄罗斯铁路          |
| 019Ч/020Щ | 东方号 (Восток)              | 北京         | 俄罗斯铁路          |
| 021/022   | 北极星号 (Полярная Стрела)   | 拉貝特南吉   | 俄罗斯铁路          |
| 023/024   | 瑟克特夫卡尔号 (Сыктывкар)   | 瑟克特夫卡爾 | 俄罗斯铁路          |
| 025/026   | 西伯利亚号 (Сибиряк)         | 新西伯利亚   | 俄罗斯铁路          |
| 029/030   | 库兹巴斯号 (Кузбасс)         | 克麥羅沃     | 俄罗斯铁路          |
| 031/032   | 维亚特卡号 (Вятка)           | 基洛夫       | 俄罗斯铁路          |
| 035/036   | 下诺夫哥罗德号 (Нижегородец) | 下诺夫哥罗德 | 俄罗斯铁路          |
| 037Н/038Н | 托米奇号 (Томич)             | 托木斯克     | 俄罗斯铁路          |
| 061М/062М | 无                           | 海参崴       | 俄罗斯铁路          |

## 接駁地鐵站
- 共青團站 (索科利尼基線)（1號線）
- 共青團站 (莫斯科地鐵環狀線)（5號線）